# Lasanke
Die Lasanke, auch Lasankenbach oder Lüsner Bach (italienisch rio Luson), ist ein Bach in den Dolomiten in Südtirol. Er entwässert das Lüsner Tal und ist ein linker Zufluss der Rienz.

## Geographie
Die Lasanke entsteht aus dem Zusammenfluss mehrerer Quellbäche in Gunggan, dem kesselförmigen Talschluss des Lüsner Tals zwischen Peitlerkofel, Aferer Geislern, Kofeljoch und Würzjoch. Anschließend durchfließt sie das gesamte Lüsner Tal, links von der Plose und rechts vom Bergrücken der Rodenecker und Lüsner Alm begleitet. Die einzige größere Siedlung am Bach ist Dorf, der Hauptort des Tals. Im Eisacktal knapp nördlich von Brixen fließt die Lasanke schließlich von links der Rienz in ihrem schluchtartigen Unterlauf zu, wenige Kilometer bevor diese in den Eisack mündet.
Administrativ befindet sich der Verlauf der Lasanke nahezu ausschließlich im Gemeindegebiet von Lüsen. Nur im Quellgebiet, in Gunggan, gehören kurze Abschnitte zu Brixen, St. Martin in Thurn und Villnöß.

## Name
Es wird angenommen, dass ursprünglich die Form *Lusanca oder *Lusanko zugrunde lag. 1291 ist ein am Fluss gelegenes Hofgut Ueberlissank erwähnt, 1320 ist es als Ueberlusank verschriftlicht. Der Fluss geht somit auf dieselbe Stammsilbe wie Lüsen (einst Lusina) zurück. Vielleicht geht der Name auf keltisch *lus-an- mit der Bedeutung 'Stein' zurück.